# ヴラダン・エレシン
ヴラダン・エレシン（Vladan Elesin (セルビア語: Владан Елесин、1995年12月12日 - ）は、セルビア・ノヴィ・サド出身のプロサッカー選手。セルビア・プルヴァ・リーガ・FKロズニツァ所属。ポジションは、ゴールキーパー。